# Oncocnemis chorda
Oncocnemis chorda är en fjärilsart som beskrevs av Augustus Radcliffe Grote 1880. Oncocnemis chorda ingår i släktet Oncocnemis och familjen nattflyn. Inga underarter finns listade i Catalogue of Life.